# Bivalent (Meiose)
Ein Bivalent oder eine Tetrade ist eine Struktur aus Chromosomen, die während der Reifung (Meiose) von Keimzellen der Eukaryoten gebildet wird. In dieser Struktur, die im Pachytän der Meiose auftritt, sind die Chromosomen schon verdoppelt, so dass jedes Chromosom aus zwei Chromatiden besteht. Zusätzlich sind die homologen Chromosomen, also die mütterliche und väterliche Kopie eines Chromosoms, eng gepaart. In diesem Stadium geschieht die Rekombination durch Crossing-over.
Die Bezeichnung Tetrade bezieht sich auf die vier unterscheidbaren Chromatiden, Bivalent auf die beiden beteiligten Chromosomen. Nicht gepaarte Chromosomen, die vor oder nach der Paarung auftreten, werden gelegentlich als Univalente bezeichnet. Bei den Chromatidentetraden einer Paarung unterscheidet man je nachdem, ob kein, ein- oder zweimal ein Crossing-over stattgefunden hat, Nicht-Crossover-Tetraden (NCT) von Einfach- bzw. Doppel-Crossover-Tetraden.
Auch die vier Keimzellen, die bei der Meiose entstehen, können als eine Tetrade bezeichnet werden.

## Multivalent
Als Multivalent bezeichnet man in der Meiose polyploider Organismen auftretenden, aus mehr als einem homologen Chromosomen bestehenden Paarungsverbände (Chromosomenpaarung). Diese werden durch Chiasmata (Chiasma) zusammengehalten. Aus zwei, drei, vier, fünf, ... homologen Chromosomen bestehende Verbände bezeichnet man als Bivalent, Trivalent, Quadrivalent, Quinquevalent, ...